# Артуро Мерцарио
Артуро Мерцарио (на италиански: Arturo Merzario) e пилот от Формула 1. Роден на 11 март 1943 година в Кивена, Италия. Има петдесет и седем участия в стартове от световния шампионат във Формула 1, като записва 11 точки. Състезава се за шест различни отбора.